# Felix August Helfgott Genzmer
Felix August Helfgott Genzmer (Łobez, 22 novembre 1856 – Berlino, 6 agosto 1929) è stato un architetto tedesco.